# Grundlinien der Philosophie des Rechts
Die Grundlinien der Philosophie des Rechts oder Naturrecht und Staatswissenschaft im Grundrisse sind ein im Oktober 1820 erschienenes Werk des deutschen Philosophen Georg Wilhelm Friedrich Hegel. Es sollte ursprünglich als begleitendes Lehrbuch zu Hegels Vorlesungen zur Rechtsphilosophie an der Berliner Universität dienen. Es gilt als zentrale Darstellung von Hegels Philosophie des objektiven Geistes neben dem entsprechenden Abschnitt seiner Enzyklopädie und diversen Vorlesungsmitschriften.
Was Hegel unter „Rechtsphilosophie“ fasst, entspricht dem Inhalt dessen, was er als „objektiven Geist“ bezeichnet, also der Verwirklichung des freien Willens im Bereich des Sozialen. Der Ausdruck „Recht“ ist dabei sehr weit gefasst und umfasst alles, was als System allgemeiner Normen das Zusammenleben sich gegenseitig anerkennender Individuen ermöglicht und dadurch nach Hegels Auffassung erst die Verwirklichung der Freiheit des Willens ermöglicht. Dementsprechend ist der Grundbegriff der Grundlinien der des „Daseins des freien Willens“, dessen begriffliche Entwicklung innerhalb des hegelschen Systems am Ende der Philosophie des subjektiven Geistes steht. Dieses Dasein weist drei Momente auf: das „abstrakte Recht“ (entspricht dem, was allgemein unter Naturrecht gefasst wird), die „Moralität“ (also des vermeintlich autonomen Handelns) und die „Sittlichkeit“, also soziale Ordnungen, in denen dem Menschen die richtigen Handlungsoptionen konkret gegeben sind. Zentral ist dabei die Darstellung einer politischen Ordnung, in der für Hegel die Freiheit vollkommen verwirklicht ist.

## Vorrede
Die Vorrede gehört zu den bekannten Hegel-Texten, was v. a. folgendem Epigramm zu verdanken ist.

### Epigramm
„Was vernünftig ist, das ist wirklich; und was wirklich ist, das ist vernünftig.“

Vernunft und Wirklichkeit werden ausdrücklich gleichgesetzt. Das Wirkliche ist vernünftig, weil es aus seinem Begriff hervorgegangen ist. Das Vernünftige ist wirklich, weil es das Beständige im Dasein ist. Umgekehrt ist nicht alles, was besteht, auch vernünftig. Es gibt im Bestehenden vieles, was dem Zufall oder der menschlichen Willkür unterliegt. Das Zufällige und Willkürliche aber entspricht nicht dem Begriff.

### Die Eule der Minerva
In der Vorrede äußert Hegel sich auch zum Verhältnis der Philosophen zur gesellschaftlichen Wirklichkeit und gibt damit eine weitere Erläuterung des obigen Zitats:

„Wenn die Philosophie ihr Grau in Grau malt, dann ist eine Gestalt des Lebens alt geworden, und mit Grau in Grau läßt sie sich nicht verjüngen, sondern nur erkennen; die Eule der Minerva beginnt erst mit der einbrechenden Dämmerung ihren Flug.“

Die römische Göttin Minerva wie auch die  griechische Athene waren die Hüterinnen der Klugheit und hatten als mythologisches Attribut den Vogel der Weisheit, die nachtaktive Eule. Eine Erkenntnis gesellschaftlicher Verhältnisse ist dieser Metapher nach also erst dann möglich, nachdem ihre Wirklichkeit sich entfaltet hat. Die Erkenntnis schließt also eine Epoche ab und begründet sie nicht etwa.
Viele Interpretationen sehen deshalb in dem Alterswerk Hegels, zu dem auch die Rechtsphilosophie gehört, eine Abkehr von der früheren Position, dass die Philosophie eine neue Epoche begründen solle.

## Recht in Hegels Definition
Recht ist nach Hegel das, was als Recht gewollt und allgemein anerkannt ist. In § 4 der Einleitung heißt es: „Der Boden des Rechts ist überhaupt das Geistige, und seine nähere Stelle und Ausgangspunkt der Wille, welcher frei ist, so daß die Freiheit seine Substanz und Bestimmung ausmacht, und das Rechtssystem das Reich der verwirklichten Freiheit, die Welt des Geistes aus ihm hervorgebracht, als eine zweite Natur, ist.“ Recht ist Geist, der von der Subjektivität in die Objektivität übergeht. Drei dialektische Stufen bilden nach Hegel die Verwirklichung des Rechts, „Abstraktes Recht“, „Moralität“, „Sittlichkeit“. Jede von ihnen enthält ein Moment des Rechts, die folgende Stufe baut auf der vorherigen auf.

## Inhaltlicher Aufbau des Werkes
Hegels Rechtsphilosophie hat dementsprechend einen dreigliedrigen Aufbau, der für viele seiner Werke typisch ist.
| Stufe der Idee      | Momente der Idee             | Nähere Bestimmungen                             |
| ------------------- | ---------------------------- | ----------------------------------------------- |
| Das abstrakte Recht | Das Eigentum                 | Besitznahme, Gebrauch, Entäußerung              |
|                     | Der Vertrag                  |                                                 |
|                     | Das Unrecht                  | Unbefangenes Unrecht, Betrug, Verbrechen        |
| Die Moralität       | Der Vorsatz und die Schuld   |                                                 |
|                     | Die Absicht und das Wohl     |                                                 |
|                     | Das Gute und das Gewissen    |                                                 |
| Die Sittlichkeit    | Die Familie                  | Ehe, Vermögen, Erziehung                        |
|                     | Die bürgerliche Gesellschaft | System der Bedürfnisse, Rechtspflege, Polizei   |
|                     | Der Staat                    | Inneres und äußeres Staatsrecht, Weltgeschichte |

## Ausgaben
- G.W.F. Hegel: Grundlinien der Philosophie des Rechts. Naturrecht und Staatswissenschaft im Grundrisse, Nicolai'sche Buchhandlung, Berlin (1821)
- G.W.F. Hegel: Grundlinien der Philosophie des Rechts. Naturrecht und Staatswissenschaft im Grundrisse, herausgegeben von Georg Lasson, Verlag von Felix Meiner, Leipzig (1911) [Philosophische Bibliothek, Bd. 124]
- G.W.F. Hegel: Grundlinien der Philosophie des Rechts, herausgegeben von Eva Moldenhauer, Suhrkamp, Frankfurt am Main (1970), ISBN 3-518-28207-7 [Werke, Teil 7]
- G.W.F. Hegel: Grundlinien der Philosophie des Rechts. Naturrecht und Staatswissenschaft, herausgegeben und eingeleitet von Helmut Reichelt, Ullstein, Frankfurt am Main (1972), ISBN 3-548-02929-9